# Сторк, Анри
Анри Йозефус Дезидериус Сторк (нидерл. Henri Josephus Desiderius Storck; 5 сентября 1907, Остенде — 17 сентября 1999, Уккел) — бельгийский кинематографист. Является автором 70 фильмов. Работал в основном в документальном кино; один из представителей бельгийского авангардного кино, вместе с Анри Д’Урселем и Шарлем де Кукелером.
Анри Сторк являлся доктором наук Брюссельского свободного университета (1978), почётным президентом Бельгийской Ассоциации Авторов Фильмов и Телевидения (1992), активным членом Международной Ассоциации Документалистов (1963), а также профессором Брюссельского Института Радиовещания.

## Биография
Анри Сторк родился в Остенде 5 сентября 1907 г. Сын Армана, сапожника, и Мари Эртож, принадлежал к зажиточной семье. В 16 лет он потерял отца и вынужден был бросить учёбу в школе, чтобы помогать матери вести торговлю в обувном магазине. Он преуспел в этом деле, и в 1924 г. стал президентом ассоциации коммерсантов обувной торговли Западной Фландрии. Мать совместно с доктором Де Кнопом, занималась его образованием. Он познакомился с французской литературой и увлекся Максом Жакобом. Анри Сторк начал рисовать и задался целью с помощью кинематографа показать изобразительное искусство в движении. Фотограф Артур Поттье обучал его фотографии. Раздобыв любительскую камеру, Анри снимает Северное море. «Моана», фильм Роберта Флаэрти, который он посмотрел 11 февраля 1927 г. в киноклубе Брюсселя, перевернул его сознание. Этот эпизод сыграл решающую роль в выборе его жизненного пути, после него он уже не сомневался, что станет документалистом. Вместе с доктором Де Кнопом решает открыть киноклуб в Остенде, чей устав увидел свет 15 февраля 1928 г. Самые выдающиеся фильмы той эпохи демонстрировались в его кинозале, и так настал тот час, когда молодой Анри Сторк впервые обратился к кинематографу, искусству, чьим ведущим специалистом он скоро станет.
Он был одним из тех, кто создавал жанр документального кино — кино о реальной жизни на уровне высокого искусства. Аналитический каталог его полного собрания произведений был составлен Жаклин Обенас в 1995 г.
Был женат на Симоне Кальбо, от которой имел 2 дочерей: Мари и Сиска. Овдовев, женился во второй раз на Жозефине де Брокас де Ланоз. Кроме того, его близкой подругой была Вирджиния Хаггар-Лейренс, которая помогала ему в качестве фотографа во время его многочисленных съёмок.
Умер в Уккеле (Брюссель) 17 сентября 1999 г. Похоронен на кладбище Икселя в пригороде Брюсселя.

## Награды и достижения
- Почётный доктор Брюссельского свободного университета (нидерл. Vrije Universiteit Brussel, сокращённо — VUB) 1978 и Université Libre de Bruxelles, 1995
- Соучредитель вместе с Андрэ Thirifays и Пьером Vermeylen Бельгийской Синематеки (Cinémathèque de Belgique) 1938
- Член-учредитель Международной ассоциации документалистов (Association internationale des documentalistes (AID)) 1963
- Лектор в Институте искусств (Institut des arts de diffusion (IAD)), Брюссель 1966—1968
- Почётный президент Бельгийской ассоциации авторов кино и телевидения (Association belge des auteurs de films et de télévision) 1992

## Фильмография
- «Films d’amateur sur Ostende» — «Любительские съёмки Остенде» 1927—1928 / Format Pathè-Baby 9,5
- «Images d’Ostende» — «Картинки Остенде» 1929—1930 / 35мм/ЧБ/немой/12'/75 plans
- «Pour vos beaux yeux» — «Для ваших прекрасных глаз» 1929—1930 / 35мм/ЧБ/8'/75 plans
- «Les fêtes du centenaire» — «Празднование столетия» 1930 / 35мм/ЧБ/7'
- «Films abstraits dessinés sur péllicule» — «Аннотация фильмов на пленке» 1930/ 35мм
- «La mort de Vénus» — «Смерть Венеры» 1930 /35мм/ЧБ/10'
- «Suzanne au bain» — «Сюзанна в ванне» 1930 / 35мм/ЧБ/10'
- «Sauvetage à la côte belge» — «Спасение на бельгийском побережье» 1930 / 35мм/ЧБ/15'
- «Train de plaisir» — «Поезд наслаждения» 1930 / 35мм/ЧБ/8'
- «Une pêche au Hareng» — «Рыбалка в Аронге» 1930 / 35мм/ЧБ/15'
- «Une Idylle à la plage» — «Идиллия на пляже» 1931 / 35мм/ЧБ/35'
- "Ostende, reine des plages2 — «Остенде, королева пляжей» 1931 / 35мм/ЧБ/11'
- «Histoire du soldat inconnu» — «История Неизвстного солдата» 1932 (озвучен в 1959 по инициативе Королевского киоархива Бельгии)

/35мм/ЧБ/10'
- «Travaux du tunnel sous l’Escaut» — «Строительство тоннеля под рекой Шельда» 1932 / 35мм/ЧБ/20'
- «Sur les bords de la caméra» — «По краям камеры» 1932 / 35мм/ЧБ/немой/10'
- «Misère au borinage» — «Несчастья шахтёров» 1933 / 35мм/ЧБ/28'
- «Trois vies et une corde» — «Три жизни и веревки» 1933 / 35мм/ЧБ/33'
- «Création d’ulcères artificiels chez le chien» — «Создание искусственных язв у собак» 1934 / 16мм/ЧБ/15'
- «La production sélective du réseau 70kVA» — «Селективное производство сети 70kVA» 1934 / 35мм/ЧБ/20'
- «Cap au sud» — «Направляясь на юг» 1935 / 35мм/ЧБ/25'
- «Le coton» — «Хлопок» 1935 / 35мм/ЧБ/13'
- «Electrification de la ligne Bruxelles-Anvers» — «Электрификация линии Брюссель-Антверпен» 1935 / 35мм/ЧБ/20'
- «L'île de Pâques» — «Остров Пасхи» 1935 / 35мм/ЧБ/26'
- «L’industrie de la tapisserie et du meuble sculté» — «Производство гобеленов и резной мебели» 1935 / 35мм/ЧБ/13'
- «Le trois mâts Mercator» — «Трехмачтовый Меркатор» 1935 / 35мм/ЧБ/23'
- «Les carillons» — «Куранты» 1936 / 35мм/ЧБ/13'
- «Les jeux de l'été et de la mer» — «Летние игры на море» 1936 / 35мм/ЧБ/14'
- «Regards sur la Belgique ancienne» — «Исследование Бельгийской старины» 1936 / 35мм/ЧБ/20'
- «Sur les routes de l'été» — «На летних дорогах» 1936 / 35мм/ЧБ/15'
- «La Belgique nouvelle» — «Новая Бельгия» 1937 / 35мм/ЧБ/26'
- «Les maisons de la misère» — «Дома страданий» 1937 / 35мм/ЧБ/30'
- «Un ennemi public» — «Враг общественности» 1937 / 35мм/ЧБ/27'
- «Comme une lettre à la poste» — «Как письмо по почте» 1938 / 35мм/ЧБ/25'
- «Le patron est mort» — «Начальник мертв» 1938 / 35мм/ЧБ/31'
- «La roue de la fortune» — «Колесо фортуны» 1938 / 35мм/ЧБ/15'
- «Terre de Flandre» — «Земля Фландрии» 1938 / 35мм/ЧБ/11'
- «Vacances» — «Праздники» 1938 / 35мм/ЧБ/11'
- «Pour le droit et la liberté à Courtrai» — «За права и свободу в Кортрейке» 1939 / 35мм/ЧБ/13'
- «Symphonie paysanne» — «Крестьянская симфония» 1942—1944 / 35мм/ЧБ/«Le Printemps»(«Весна») 31', «l’Eté» («Лето») 23', «l’Automne» («Осень») 20', «l’Hiver» («Зима») 22’, «Noces paysannes» («Крестьянская свадьба»)/ 19'
- «Le monde de Paul Delvaux» — «Мир Пола Дельво» 1944 (озвучен в 1946) / 35мм/ЧБ/11'
- «Réunion d’artistes» — «Союз художников» 1945 / 35мм/ЧБ/немой/7'
- «La joie de revivre» — «Радость возрождения» 1947 / 35мм/ЧБ/13'
- «Rubens» — «Рубенс» 1948 / 35мм/ЧБ/65'
- «Op de Viersprong van het leven» — «Ван хет Левен из Вьерспрога» 1949 / 35 мм/ЧБ/28'
- «Carnavals» — «Карнавалы» 1950/ ЧБ/15'
- «Le banquet des fraudeurs» — «Банкет мошенников» 1951 / 35мм/ЧБ/90'
- «La fenêtre ouverte» — «Открытое окно» 1952 / 35мм/цветной (technicolor)/ 18'
- «Herman Teirlinck» — «Герман Тейрлинк» 1953 / 35мм/ЧБ/55'
- «Le tour du monde en bateau-stop» — «Кругосветное путешествие на лодочной станции» 1953—1954 / 16мм/N et 8/60'
- «Les belges à la mer» — «Бельгийцы на море» 1954 / 35мм/цетной (Gevacolor)/15'